# 寿岳文章
寿岳 文章（じゅがく ぶんしょう、1900年3月28日 - 1992年1月16日）は、英文学者、随筆家、翻訳家、書誌・和紙研究家。民藝運動家。
妻は寿岳しづ、長女は日本語学者の寿岳章子、長男は天文学者の寿岳潤。

## 略歴
兵庫県明石郡押部谷村（現・神戸市西区）生まれ。
家は鈴木家で父は寺の住職。規矩王麻呂と名づけられる。姉の婚家である寺の養子となり、得度して寿岳文章となる。
1919年、東寺中学校卒業、関西学院高等学部英文科入学、失明学生の岩橋武夫を知り、その妹静子を知る。1923年、卒業し静子と結婚（寿岳しづ）。
1924年、京都帝国大学文学部文学科選科入学、1927年、修了。在学中、新村出、柳宗悦と親交を結び、河上肇に私淑する。一時河上の長男の家庭教師をしていた。1928年、龍谷大学予科の英語講師、ウィリアム・ブレイクの書誌を刊行する。1932年、関西学院講師。
昭和初期には柳宗悦の民藝運動に参加した。全国の紙郷行脚を行い、文献資料と紙漉きの現場を結びつけて、幅広い視野で和紙史の展開を研究。和紙研究の第一人者的地位にあり和紙関係の著作も多い。『和紙風土記』のほか専門誌『和紙研究』には重厚な論考を数多く発表した。
1933年、一家で京都府向日市に居を移す。
そこで1935年までの3年間、私家版でブレイクの詩の翻訳を刊行。
1937年、新村出の主導で結成された和紙研究会のメンバーとなり、杉原紙の発祥地が、播磨国杉原谷であることなどを実証した。1943年（昭和18年）『紙漉村旅日記』（私家版）を刊行、和紙研究に対する深い熱意をこめたものとして評価された。
1951年“A bibliographical study of W. Blake's note-book”により文学博士の学位を授与される。1952年、甲南大学教授。1960年（昭和35年）から3年間、正倉院の古紙調査で主導的役割を果たした。1967年（昭和42年）和紙の体系的な通史をまとめて『日本の紙』を出版。今日でも和紙研究の基本テキストとされる。1969年甲南大学を辞する。
1977年、ダンテ『神曲』の完訳で読売文学賞受賞。1988年、日本翻訳文化賞受賞、1990年、これまでの業績に対し、物集索引賞特別賞受賞。
1992年、肺浮腫のため死去。墓所は南禅寺慈氏院。

## 家族
- 長女：寿岳章子（日本語学者・随筆家）NHKのテレビドラマ「いつか来た道」（1983）は彼女の日記が原作であり、寿岳文章を高橋幸治が演じた。
- 長男：寿岳潤（天文学者）

## 著書
- 『書誌学とは何か』（ぐろりあそさえて） 1930
- 『ブレイク論集』（柳宗悦） 1931
- 『書物の道』（書物展望社） 1934
- 『新聞雑誌及出版事業』（研究社、研究社英米文学語学講座） 1941
- 『和紙風土記』（河原書店） 1941
- 『紙漉村旅日記』（寿岳静子共著、明治書房） 1944、春秋社 1986（著作集の新版）、沖積舎 2003（復刻）
  - 『日本の紙』（寿岳静子共著、大八洲出版） 1946、のち講談社文芸文庫 1994
- 『平日抄』（靖文社） 1947
- 『滴る雫』（河原書店） 1947
- 『紙障子』（靖文社） 1947
- 『河上肇博士のこと』（弘文堂書房） 1948
- 『書物の世界』（朝日新聞社） 1949
- 『この英国人 ウィリヤム・コベットの場合』（弘文堂） 1949
- 『本と英文学』（研究社出版） 1957
- 『英文学の風土』（大修館書店） 1961
- 『本の話』（白凰社） 1964
- 『樫と菩提樹』（寿岳しづ共著、白凰社） 1966
- 「寿岳文章・しづ著作集」 全6巻（春秋社） 1970
  1. 『朝・歳月を美しく』
  2. 『ある夫婦の記録』
  3. 『よき人を語る』
  4. 『美しきもの』
  5. 『紙漉村旅日記』
  6. 『書物の共和国』
- 『自然・文学・人間 W・H・ハドソンの出発』（新日本出版社） 1973、新版 2002
- 『和紙落葉抄』（湯川書房） 1976
- 『わが日わが歩み 文学を中軸として』（荒竹出版） 1977
- 『書物とともに』（冨山房百科文庫） 1980
- 『柳宗悦と共に』（集英社） 1980
- 『図説 本の歴史』（日本エディタースクール出版部） 1982
- 『日本の紙』（吉川弘文館） 1983、新版 1996
- 『本の正坐 独語と対談』（芸艸堂） 1986
- 『書物の共和国』（春秋社） 1986（著作集を改訂）
- 『寿岳文章仙人掌帖』（芸艸堂） 1991
- 『モリス論集』（沖積舎） 1993

### 編著・共著（しづ以外）
- 『ヰルヤム・ブレイク書誌』（ぐろりあそさえて） 1929
- 『時に聴く 反骨対談』（住井すゑ、人文書院） 1989
- 『父と娘の歳月』（寿岳章子、人文書院） 1989

## 翻訳
- 『晩年のトルストイ』（チェルトコフ、岩波書店） 1926
- 『ブレイク抒情詩抄』（岩波文庫） 1931
- 『トルストイ 一つの心理批判的研究』（ヤンコ・ラヴリン、三笠書房） 1941
- 『セルボーン博物誌』（ギルバト・ホワイト、岩波文庫） 1949
- 『不滅の日本芸術』（ラングドン・ウォーナァ、朝日新聞社） 1954
- 『カトリシズム』（マーティン・ダーシィ、弘文堂） 1954
- 『推古彫刻』（ラングドン・ウォーナー, ロレーヌ・ド・ウォーナー、みすず書房） 1958
- 『コミュニケーションの歴史』（L・ホグベン、岩波書店） 1958、のち改題文庫化『洞窟絵画から連載漫画へ』
- 『神曲』（ダンテ・アリギエリ、集英社） 1974 - 1976、のち文庫
- 『無染の歌・無明の歌 向日庵私版』（ウィリアム・ブレイク、集英社） 1990

## 作詞
- 甲南学園歌（甲南大学）
- 京都専門学校（現種智院大学）校歌
- 洛南高等学校・附属中学校校歌
- 帝塚山学院　学院歌

## 関連人物
- 稲垣巌 - 明治の文豪・小泉八雲の次男。京大の同級生